# Yole OK
La Yole OK (OK-jolle en danois) est une classe de dériveur léger en solitaire gréée en catboat. Long de 4 mètres, à la coque à bouchains vifs, ce voilier de 1957, série internationale ISAF, a été conçu comme un bateau de préparation au Finn.

## Historique
En 1957 Axel Dangaard Olsen de Seattle, États-Unis, demande à l'architecte naval danois Knud Olsen de réaliser les plans d'un dériveur léger en solitaire rapide et léger pouvant être fabriqué en contreplaqué. Ce bateau fut nommé O.K., en utilisant les initiales de Knud Olsen.
La Yole OK a été pensée comme un bateau de préparation pour le Finn olympique et a toujours depuis suivi ses évolutions techniques. Le gréement est identique à celui du Finn avec une voile unique gréée sur un mât tournant non haubané.
Les Yoles OK sont construites en contreplaqué, fibre de verre ou composite pour des performances équivalentes. Une grande liberté de choix existe aussi pour le gréement et l'accastillage puisque le barreur, dans le respect des règles de classe, peut procéder à ses propres adaptations.  Les formes de la coque étant encadrées par une monotypie assez stricte, de vieilles yoles peuvent redevenir compétitives en les équipant d'un gréement récent.
Le succès de la Yole OK s'affirma sans cesse durant les années 1960-1970. Les années 1980 amenèrent un déclin avec la concurrence du Laser.

## Évolution
En 2003 le mât carbone a été autorisé sur la Yole.
On assiste au début des années 2000 à un renouveau de la Yole OK, grâce à de nombreux vieux bateaux rééquipés, ou de nouvelles constructions amateur.
En 2010, c'est en Aquitaine, sur le lac de Lacanau, qu'une nouvelle équipe voit le jour avec déjà 8 Yoles OK. 
En 2011, c'est au tour d'Angoulême de suivre la pas avec déjà 6 Yoles OK.
En 2013, Carnac a accueilli le Championnat d'Europe de la série du 20 au 26 juillet.